# Implode
Implode è un album in studio del gruppo musicale canadese Front Line Assembly, pubblicato nel 1999.

## Tracce
Testi e musiche di Bill Leeb e Chris Peterson.
1. Retribution – 5:28
2. Fatalist – 5:43
3. Prophecy – 6:23
4. Synthetic Forms – 8:05
5. Falling – 5:32
6. Don't Trust Anyone – 4:19
7. Unknown Dreams – 6:01
8. Torched – 5:59
9. Machine Slave – 6:58
10. Silent Ceremony + Stalker (traccia nascosta) – 10:54